# ФК Кишкереш
ФК Кишкереш (мађ. Kiskőrösi Futball Club), је мађарски фудбалски клуб из Кишкереша, Мађарска. Клуб је основан 1910. године. Боје клуба је 
плава.

## Историјат клуба
ФК Кишкереш је дебитовао у елитној лиги у сезони 1994/95. под именом ФК Штадлер. Сезону је завршио на десетом месту.
ФК Кишкереш под именом Петефи ЛЦ Кишкереш је играо у нижим мађарским лигама све до 1993. године док се финансијски није укључио локални милионер Јожеф Штадлер. Штадлер је прво финансирао промену имена а после и преузео власништво клуба. Клуб је тада играо у НБ 2, и освојивши друголигашки шампионат следеће године постао прволигаш.
Клуб је своје утакмице као домаћин, играо на стадиону у селу Акасто (Akasztó). Играње у елити је захтевало бољи стадион и тада се приступило изградњи стадиона. Стадион Штадлер је изграђен и отворен 1995. године.
ФК Кишкереш под именом ФК Штадлер се добро уклопио у прволигашку елиту. Прву сезону је завршио на деветом месту, другу на деветом, трећу на шеснаестом, док је у четвртој сезони био на задњем осамнаестом месту и испао из прволигашког такмичења. Исте године године клуб је и угашен.

## Успеси клуба
| година   | првенство | позиција |
| -------- | --------- | -------- |
| 1993/94. | НБ 2      | 1.       |
| 1994/95  | НБ 1      | 9.       |
| 1995/96. | НБ 1      | 9.       |
| 1996/97. | НБ 1      | 16.      |
| 1997/98. | НБ 1      | 18.      |

## Историјат имена
- 1910-1930: ХК Кишкереш
- 1930: сјединио се са ФК МОВЕ СЕ Кишкереш
- 1930–?: ФК Фискултурно друштво Петефи Кишкереш
- ?-?: ФК Удружење Левенте Кишкереш
- ?-?: ФК Кишкереш СК (Kiskőrösi SC)
- 1947–1955: ФК Петефи СК Кишкереш
- 1948: сједионио се са ФК Баратшаг Кишкереш
- 1955–1957: ФК Башћа Кишкереш
- 1957–?: ФК Петефи Кишкереш
- ?-1968: ФК МЕДОС Кишкереш
- 1968–1971: ФК Гепјавито Кишкереш
- 1971: сјединио се са ФК Спартакус Кишкереш
- 1971–?: ФК Петефи Спартакус Кишкереп(Kiskőrösi Petőfi Spartacus)
- ?-1993: ФК Петефи ЛЦ Кишкереш
- 1993–1994 ФК Штадлер Кишкереш
- 1994: премештен у Акасто као ФК Штадлер
- 1994: ФК Акасто (Akasztó FC)
- 1994–1998: ФК Штадлер
- 1998-данас: ФК Кишкереш ЛЦ (Kiskőrösi LC)